# شهرستان بلینگ (داکوتای شمالی)
شهرستان بلینگ، داکوتای شمالی (به انگلیسی: Billings County, North Dakota) یک سکونتگاه مسکونی در ایالات متحده آمریکا است که در داکوتای شمالی واقع شده‌است.

## خصوصیات
شهرستان بلینگ ۲٬۹۸۶٫۲۷ کیلومترمربع مساحت دارد.